# Manuel Martorell
Manuel Martorell Pérez (Elizondo, Navarra, 1953) es un periodista e historiador español, autor de varias obras sobre la problemática de Oriente Medio, con especial atención al pueblo kurdo; figuras relevantes de la militancia navarra del Partido Comunista de España, como Jesús Monzón o las hermanas Úriz Pi (Josefa y Elisa); y la historia del Carlismo durante la etapa del Franquismo.

## Trayectoria profesional
Se licenció en Ciencias de la Información en la Universidad Autónoma de Barcelona en 1981. Trabajó en la Agencia EFE y La Voz de Almería medio en el que fue redactor jefe. Posteriormente trabajó en Diario 16 y fue miembro fundador del periódico El Mundo donde trabajó como jefe de política internacional, jefe de nacional y redactor jefe. Tras abandonar el diario El Mundo regresó a Pamplona donde se casó en 1995 y donde mantiene su residencia.
En la actualidad es colaborador de la revista La Aventura de la Historia y del Diario de Navarra además de participar en el proyecto de periodismo digital Cuartopoder con su blog Terramedia.

### Oriente Medio y Kurdistán
Durante más de veinte años dedicado al periodismo ha realizado numerosos viajes a Oriente Medio. Fue enviado especial a Turquía, Siria, Líbano, Irán e Irak donde ha viajado en numerosas ocasiones y sus investigaciones han quedado reflejadas en artículos, libros y reportajes de televisión. En 1999 Martorell realizó una donación al Museo Nacional de Antropología de más de un centenar de piezas recogidas en el Kurdistán.
También ha impartido conferencias y participado en congresos y jornadas internacionales para el diálogo y la paz organizados por la Unión Europea, la Fundación Bertrand Russell o el Centro Superior de Estudios de la Defensa Nacional (CESEDEN) además de colaborar con el Centro de Investigación para la Paz y el Real Instituto Elcano de Estudios Estratégicos.
Ha publicado diferentes libros sobre la realidad del pueblo kurdo: Los kurdos: historia de una resistencia (1991), el primer libro en castellano sobre esta temática; Kurdistán: viaje al país prohibido (2005), también traducido al turco; y Kurdos (2016), en relación con la lucha que actualmente mantiene la guerrilla kurda contra el Estado Islámico.
En septiembre de 2015 se desató la polémica al conocerse que Estados Unidos le había calificado como terrorista e incluido en una lista especial supuestamente por su relación por el PKK. Martorell hizo público haber recibido una carta en la que el Departamento de Estado de EE. UU. le informaba de que debido a sus “actividades terroristas” se le denegaba la entrada en el país. Organizaciones profesionales de periodistas y profesionales de la comunicación han pedido a la embajada de Estados Unidos en Madrid que reconsidere la decisión destacando la trayectoria profesional de Martorell.

### Figuras navarras del PCE
En 2001 publicó con la editorial Pamiela Jesús Monzón, el líder comunista olvidado por la historia, la biografía de uno de los más importantes dirigentes del Partido Comunista de España y del maquis guerrillero. Durante la posguerra Jesús Monzón además promovió la Unión Nacional Española.
En 2011 participó activamente en el documental “Jesús Monzón, el líder olvidado por la Historia” dirigido por Enric Canals y escrito por el propio Canals, Manuel Martorell, Albert Montón, Joaquín Reglan y Joan Safont.
En 2018, en colaboración con Salomó Marquès Sureda y Mª Carmen Agulló Díaz, ha publicado con la editorial Txalaparta una nueva obra, Pioneras, sobre las hermanas Josefa y Elisa Úriz Pi.

### Historia del Carlismo
Doctor en Historia por la UNED (2009) realizó la tesis doctoral sobre La continuidad ideológica del carlismo tras la Guerra Civil, dirigida por Alicia Alted que publicó en el libro Retorno a la lealtad. El desafío carlista al franquismo (Actas, 2010), galardonado con el Premio Internacional Luis Hernando Larramendi en su XI edición. En 2014 publicaría Carlos Hugo frente a Juan Carlos. La solución federal para España que Franco rechazó.

## Publicaciones
- 2022 José Borges. El carlista catalan que murió por la independencia del sur de Italia. Txalaparta.[13]
- 2018 “La evolución del carlismo a través de la revista Montejurra” en La montaña sagrada. Conferencias en torno a Montejurra. Gobierno de Navarra. Publicación de tres conferencias impartidas respectivamente junto con otros dos autores: Fco. Javier Caspistegui y Jeremy MacClancy.[14]
- 2018 Pioneras. Historia y compromiso de las hermanas Úriz Pi. Txalaparta.
- 2016 Kurdos. Catarata.
- 2014 Carlos Hugo frente a Juan Carlos. La solución federal para España que Franco rechazó. Ediciones Eunate.
- 2014 Estos son los kurdos: Análisis de una nación VVAA Compilado por Manuel Férez (Editorial Porrua / Universidad Anáhuac de México).
- 2010 Retorno a la lealtad. El desafío carlista al franquismo. Editorial Actas. ISBN 978-84-9739-111-5
- 2010 Mem eta Zin (Txalaparta)
- 2009 Carlismo y represión franquista. Tres estudios sobre la guerra civil y la posguerra
- 2006 75 años de nuestra historia, Muthiko Alaiak. Coordinación del libro. ISBN 978-84-611-4781-6
- 2005 Kurdistán: viaje al país prohibido. Editorial Foca. ISBN 9788495440747
- 2003 Irak, reflexiones sobre una guerra VVAA. Ed Rafael Bardají (Real Instituto Elcano).
- 2002 Kurdistan, el complot del Silenci. Obra colectiva. Catalán Edicions de 1984.
- 2000 Jesús Monzón el líder comunista olvidado por la historia. Pamiela. ISBN 978-84-7681-322-5.
- 1991 Los kurdos: historia de una resistencia. Espasa Calpe.

## Premios y reconocimientos
- 2009 XI Premio Internacional de Historia del Carlismo Luis Hernando de Larramendi.